# La herencia Valdemar II: La sombra prohibida
La herencia Valdemar II: La sombra prohibida és una pel·lícula estrenada en 2011, escrita i dirigida per José Luis Alemán. Es tracta de la continuació de La herencia Valdemar. La pel·lícula, inspirada en l'obra de H. P. Lovecraft, va obtenir el guardó als millors efectes especials de la XXXI edició del Festival de Cinema Fantàstic de Porto (Fantasporto),

## Argument
A continuació del final de La herencia Valdemar, se centra en la recerca de la desapareguda Luisa Lorente, la taxadora que havia de fixar preu la propietat de Lázaro Valdemar. Preocupat per mantenir el secretisme, Maximilian Colvin, el cap de l’empresa Inmoverance, on treballa Luisa, contracta el detectiu Nicolás Trámel per tal que la trobi. Aquest rep la inesperada col·laboració d’Ana i Eduardo, dos companys de treball de Luisa. Mentre van en cotxe de nit ensopeguen amb una Luisa que fuig espaordida i cauen per un barranc. Luisa es troba a una gruta on una gitana que li llegeix les cartes i li dona pistes del que està passant.

## Repartiment
- Daniele Liotti: Lázaro Valdemar
- Óscar Jaenada: Nicolás Tremel
- Laia Marull: Leonor Valdemar
- Silvia Abascal: Luisa Llorente
- Rodolfo Sancho: Eduardo
- Ana Risueño: Doctora Cerviá
- Norma Ruiz: Ana
- Santi Prego: Santiago
- José Luis Torrijo: Dámaso
- Jesús Olmedo: Chambelán
- José Torija: Engendro
- María Alfonsa Rosso: Gitana
- Luis Zahera: H. P. Lovecraft
- Paul Naschy: Jervás
- Eusebio Poncela: Maximilian Colvin

## Crítiques
| «                              | "Deixa anar alguna cosa que valoro més que les seves distraccions o discutibles deficiències: les tones d'amor al gènere (...) Alemán no acaba de trobar el to ideal de la cinta" | » |
| — Fausto Fernández: Fotogramas | |   |

| «                        | "Igual d'ampul·losa i arítmica que la seva predecessora (...) Només satisfarà als caçadors de rareses fantàstiques" | » |
| — Yago García: Cinemanía | |   |

| «                             | "Fins i tot sabent que les seqüeles es roden per a aprofitar l'èxit de l'original, aquesta fuig d'ella (...) no sigui que algú se'n recordi." | » |
| — Javier Ocaña: Diari El País | |   |